# یاهیا دومبیا
 یاهیا دومبیا (انگلیسی: Yahiya Doumbia؛ زادهٔ ۲۵ اوت ۱۹۶۳) یک تنیس‌باز اهل سنگال است.